# (36700) 2000 RT17
2000 RT17 (asteroide 36700) é um asteroide da cintura principal. Possui uma excentricidade de 0.11464800 e uma inclinação de 5.78793º.
Este asteroide foi descoberto no dia 1 de setembro de 2000 por LINEAR em Socorro.